# Marta Tibor
Marta Tibor –en serbi, Марта Тибор– (Sombor, 7 de juny de 1983) és una esportista sèrbia que va competir en piragüisme en la modalitat d'aigües tranquil·les, guanyadora d'una medalla de bronze al Campionat Mundial de Piragüisme de 2007 i una medalla de bronze al Campionat Europeu de Piragüisme de 2008, ambdues en la prova de K4 200 m.

## Palmarès internacional
| Campionat Mundial | Campionat Mundial    | Campionat Mundial | Campionat Mundial |
| Any               | Lloc                 | Medalla           | Competició        |
| ----------------- | -------------------- | ----------------- | ----------------- |
| 2007              | Duisburg ( Alemanya) | 3                 | K4 200 m          |
| Campionat Europeu |                      |                   |                   |
| Any               | Lloc                 | Medalla           | Competició        |
| 2008              | Milà ( Itàlia)       | 3                 | K4 200 m          |